# Midem
MIDEM (franc. Marché International du Disque et de l'Edition Musicale) – targi muzyczne, organizowane corocznie we francuskim Palais des Festivals et des Congrès w Cannes. Targi uznawane są za wiodące międzynarodowe spotkania branży muzycznej, odbywają się corocznie na przełomie stycznia i lutego od 1967 roku. Uczestniczą w nich tysiące muzyków, producentów, agentów, menedżerów i dziennikarzy muzycznych z całego świata.